# A little bit me, a little bit you
A little bit me, a little bit you is een lied geschreven door Neil Diamond. Het verscheen in 1967, maar Diamond nam het volgens overlevering zelf destijds niet op. Diamond maakte toen deel uit van de Brill Building een schrijverscollectief dat werd geacht hits te schrijven voor zichzelf en derden. Het nummer zou uitgebracht worden door The Monkees. Onder de artiesten die het gedurende de jaren hebben opgenomen bevinden zich The Ventures, Sandy Nelson en Donny Osmond.

## The Monkees
De single-uitgave verliep niet zonder slag of stoot. The Monkees leefden in onmin met hun impresario Don Kirshner, die ook verbonden was aan de Brill Building. Hij verkoos vaak muziek afkomstig uit het Brill Building boven het eigen werk dat The Monkees wilden opnemen. De band had meer inspraak bij de muziek op de albums, maar de singles waren geacht afkomstig te zijn van Kirshner. Na het succes van I'm a believer, ook al van Diamond, waren The Monkees in de geluidsstudio geweest voor de opnamen van All of your toys en The girl I knew somewhere. Zanger was Micky Dolenz. Kirshner had het succes van I'm a believer nog in het achterhoofd en nam samen met muziekproducent Jeff Barry A little bit me, a little bit you op met zanger Davy Jones. De begeleiding voor dit nummer en ook She hangs out werd verzorgd door studiomuzikanten. De single werd geperst en werd uitgebracht in Canada. Kirshner was echter zijn boekje te buiten gegaan en de single met Jones werd ingetrokken. In de Verenigde Staten werd het plaatje voor de release tegengehouden. Vanwege het feit dat de titel al aangekondigd was, werd het nummer in een versie van The Monkees alsnog uitgebracht met The girl I knew somewhere van Michael Nesmith als B-kant.
Vlak daarna verdwenen de mastertapes van de opnamen voor lange tijd. Ze werden pas veel later teruggevonden en werden toen gebruikt door Rhino Records in de verzamelbox Headquarters.

## Hitnotering
A little bit me, a little bit you haalde hoge verkopen in de Verenigde Staten. Het haalde de eerste plaats in de Cashbox-lijst en de tweede plaats in de Billboard Hot 100 (10 weken notering). In het Verenigd Koninkrijk haalde het in twaalf weken de derde plaats.

### Nederlandse Top 40
| Positie: | 16 | 12 | 9 | 6 | 6 | 8 | 10 | 15 | 27 | uit |

Het stond ook twee maanden in de hitparade van Muziek Expres. Ook in België was de single populair.

### NPO Radio 2 Top 2000
A Little Bit Me, a Little Bit You stond alleen in 2000 in de NPO Radio 2 Top 2000, op plek 1917.